# Goswin Joseph Arnold von Buininck
Goswin Joseph Arnold von Buininck (* 13. Oktober 1728 in Düsseldorf; † 20. November 1805 ebenda) war ein deutscher Jurist und Bibliothekar. Er war erster Leiter der 1770 gegründeten Kurfürstlichen öffentlichen Bibliotheque in Düsseldorf, einer Vorgängereinrichtung der Universitäts- und Landesbibliothek Düsseldorf.

## Leben
Buininck studierte in Duisburg Rechtswissenschaft und wurde dort 1753 promoviert. 1761 wurde er Mitglied des Geheimen Rats zu Düsseldorf und 1769 Assessor des Ober-Appellationsgerichts für das Herzogtum Jülich-Berg. Als Kurfürst Karl Theodor von der Pfalz, Herzog von Jülich und Berg, 1770 die Kurfürstliche öffentliche Bibliotheque in Düsseldorf gründete, ernannte er Buininck zum leitenden Bibliothekar. Diese Position füllte er bis zu seinem Tod im Jahr 1805 aus.

## Schriften
- Anfangs-Gründe des Reichs-Cammer-Processes. Duisburg/Frankfurt am Main 1754.
- Sammlung merckwürdiger Rechts-Händel. Drei Teile. Eckebrecht, Heilbronn 1758–1762.
- Fortgesetzte Sammlung merkwürdiger Rechts-Händel. Helwing, Duisburg 1779.
- Neueste Sammlung merkwürdiger Rechtshändel. Dänzer, Düsseldorf 1791.